# Švicarski-francuski znakovni jezik
Švicarski-francuski znakovni jezik (langage gestuelle, Langue des Signes de Suisse Romande; ISO 639-3: ssr), znakovni jezik kojim se služi oko 1 000 gluhih osoba (Van Cleve 1986) na području Švicarske koje etnički pripadaju Frankošvicarcima. Na nekim njihovim područjima u Švicarskoj u upotrebi je i francuski znakovni jezik [fsl].
Postoje dva dijalekta, ženevski i neuchatelski.

## Vanjske poveznice
- Ethnologue (14th)
- Ethnologue (15th)